# Едвард Фредерік Андерсон
Едвард Фредерік Андерсон (англ. Edward Frederick Anderson; 17 червня 1932, Ковіна, Каліфорнія — 29 березня 2001) — американський ботанік, професор біології у Вітманівському коледжі, член Робочої групи Міжнародної організації з вивчення сукулентних рослин (IOS), віцепрезидент, президент, а потім секретар цієї організації, збиральник рослин під акронімом EFA, автор численних публікацій і книг, у тому числі і об'ємної монографії «The Cactus Family», що вийшла в 2002 році, де систематика кактусів на родовому і видовому рівнях здебільшого відповідає напрацюванням IOS.

## Біографія
Едвард Ф. Андерсон народився і виріс в Південній Каліфорнії. Закінчив відомий в американських кактусних колах Помона-коледж (Pomona College, Claremont), де йому викладав, а потім став керівником дисертаційної роботи знаменитий американський ботанік-кактолог Ліман Бенсон (англ. Lyman David Benson, 1909—1993), автор відомої монографії «Кактуси США і Канади». Наприкінці 50-х р.р. Андерсон брав участь у ботанічних дослідженнях в Мексиці. На початку 60-х він досить голосно заявив про себе як про кактолога ревізією роду Ariocarpus, зробленою на основі польових досліджень в Мексиці.
У 60-70-х р.р. Едвард Андерсон викладав ботаніку в університетах Еквадору, Малайзії і Таїланду. Польові дослідження в Таїланді дозволили йому написати книгу «Рослини і люди Золотого Трикутника», що стала бестселером. У 1976 р. Андерсон отримав посаду професора біології у Вітманівському коледжі у Валла Валла (Whitman College, Walla Walla). Це дозволило йому відновити дослідження біології кактусів в природі. Велику увагу він приділяв охороні кактусів в природних середовищах існування. Зокрема, брав активну участь у довготривалому спільному проекті мексиканських університетів і Пустельного ботанічного саду в Феніксі, Аризона, з вивчення стану природних популяцій рідкісних видів кактусів в Північній Мексиці і на півострові Каліфорнія. Цей моніторинг дозволяв відстежувати динаміку чисельності природних популяцій, визначати види, що перебувають під загрозою, встановлювати причини скорочення чисельності рідкісних видів кактусів, давати обґрунтовані рекомендації щодо заходів охорони цих видів. Крім суто наукових результатів, ця робота дозволяла Андерсону робити світлини найрідкісніших кактусів, які потім він розміщував у своїх книгах.
Помер унаслідок гострого панкреатиту.

## Наукова та громадська діяльність
Едвард Андерсон був активним членом IOS (Міжнародної організації з вивчення сукулентів). З 1984 р. він був віце-Президентом, а з 1989 р. — президентом цієї найавторитетнішої міжнародної організації кактологів. В 1994 р., пішовши у відставку з посади президента, він продовжував надавати допомогу своїм колегам на посаді секретаря IOS.
Також він був членом Лондонського Ліннеївського товариства та Американського товариства любителеів кактусів і сукулентів.
Андерсон написав велику кількість книг і статей. Книга «Пейот: Божественний кактус» (Anderson, Е. F., Peyote: The Divine Cactus — 1980, 295 стор.) перевидавалася тричі. Незадовго до смерті вийшла його найвидатніша книга «The Cactus Family» (укр. «Родина катусових»).

## Нагороди і вшанування пам'яті
У 1998 році за свої видатні дослідження Едвард Фредерік Андерсон був удостоєний нагороди Cactus d'Or Князівства Монако.

## Основні праці[3]
- The cactus family / Edward F. Anderson; with a foreword by Wilhelm Barthlott; and a chapter on cactus cultivation by Roger Brown
- Plants and people of the Golden Triangle: ethnobotany of the hill tribes of northern Thailand / Edward F. Anderson
- Peyote: the divine cactus / Edward F. Anderson
- Flora of the Galápagos Islands / [edited by] Ira L. Wiggins and Duncan M. Porter. Contributors: Edward F. Anderson [and others]
- Threatened cacti of Mexico / Edward F. Anderson, Salvador Arias Montes, Nigel P. Taylor